# Oberwiesenthal
Oberwiesenthal è un comune di 2.592 abitanti del libero Stato della Sassonia, Germania, nel circondario dei Monti Metalliferi.

## Sport
Stazione sciistica per lo sci nordico, è attrezzata con il trampolino Fichtelberg.